# Федермессер, Анна Константиновна
А́нна Константи́новна (Ню́та) Федерме́ссер (род. 11 мая 1977, Москва) — российский общественный деятель, учредитель благотворительного Фонда помощи хосписам «Вера» (2006). Член центрального штаба Общероссийского народного фронта. Награждена знаком отличия Российской Федерации «За благодеяние» (2012). С 2016 по 2024 год — руководитель Московского многопрофильного центра паллиативной помощи Департамента здравоохранения г. Москвы. Член Совета при Правительстве Российской Федерации по вопросам попечительства в социальной сфере (до августа 2023 года). Член Правления Ассоциации профессиональных участников хосписной помощи.

## Биография
Родилась 11 мая 1977 года в Москве, в семье врачей — основоположника советской акушерской анестезиологии Константина Матвеевича Федермессера (1930—2016) и основательницы хосписного движения в России, главного врача и создателя Первого московского хосписа Веры Васильевны Миллионщиковой (1942—2010).
С семнадцати лет работала волонтёром в хосписах России и Великобритании.
В 1994 году окончила гимназию № 1507 г. Москвы с серебряной медалью. В 1995—1997 годах изучала английский язык в Кембридже.
В 2000 году окончила педагогический факультет Института иностранных языков имени Мориса Тореза, получив специальность театрального переводчика-синхрониста.
С 2000 года преподавала английский язык в московской школе № 57. Некоторое время работала в международном отделе театрального фестиваля «Золотая Маска», была личным помощником вице-президента компании «ЮКОС», руководителем отдела перевода в Шахматной Академии Гарри Каспарова.
В ноябре 2006 года основала и возглавила благотворительный Фонд помощи хосписам «Вера».
В 2013 году окончила Первый Московский государственный медицинский университет имени И. М. Сеченова по специальности «Организация здравоохранения». Замужем, имеет двух детей.
В апреле 2016 года стала руководителем Центра паллиативной помощи Департамента здравоохранения города Москвы, который представляет собой стационар на 200 коек и выездную службу помощи неизлечимо больным пациентам, зарегистрированным в Москве. При этом она ушла с поста директора фонда «Вера», оставаясь в составе его правления. В декабре 2024 года покинула этот пост.
В октябре 2018 года объявлена персоной нон грата в Азербайджане «за грубое нарушение законодательства республики — незаконное посещение оккупированных территорий Азербайджана» — посещение ею непризнанной Нагорно-Карабахской Республики.
С 7 ноября 2022 года — ведущая программы «Нормальная жизнь» на YouTube-канале «Живой гвоздь», основанного руководством и частью сотрудников радиостанции «Эхо Москвы».

## Фонд «Вера»
Основанный Анной Федермессер в 2006 году фонд «Вера» — по её утверждениям, первый и единственный (по данным на 2014 год) в России фонд, занимающийся системной помощью хосписам и их пациентам, а также единственный в стране эндаумент в области здравоохранения. Среди членов попечительского совета Фонда —  актриса  Татьяна Друбич, танцовщик Андрис Лиепа, другие артисты, писатели и музыканты. Девиз фонда — «Если человека нельзя вылечить, это не значит, что ему нельзя помочь».

## Общественная деятельность
Анна Федермессер ведёт просветительскую работу, состоящую в изменении отношения общества к паллиативной помощи, привлечении внимания политиков и властных структур к необходимости внесения изменений в законодательство Российской Федерации.
Паллиативная помощь была официально зафиксирована в российском законодательстве через 20 лет после открытия Первого московского хосписа — в ноябре 2011 года, однако юридический казус заключается в том, что хосписы в официальных документах не упомянуты, порядок оказания ими этой помощи закон не регулирует.
Федеральный закон от 6 марта 2019 г. N 18-ФЗ «О внесении изменений в Федеральный закон «Об основах охраны здоровья граждан в Российской Федерации» по вопросам оказания паллиативной медицинской помощи» вступил в силу лишь 17 марта 2019 года. Впервые в закон было вписано право граждан на помощь в случае неизлечимого заболевания. Нынешние поправки конкретизировали порядок и различные варианты оказания такой помощи. Согласно новому закону, каждый нуждающийся больной сможет получить обезболивание, в том числе с применением сильнодействующих и наркотических препаратов. А паллиативная помощь может быть оказана не только в хосписе, отделении сестринского ухода в больнице, но также в дневном стационаре и на дому, поскольку законодатели предусмотрели создание выездной паллиативной службы.
Очередным толчком к привлечению широких слоёв российского общества к обсуждению проблемы паллиативной помощи стали два события. Первое из них — самоубийство контр-адмирала В. М. Апанасенко, причиной которого стала невозможность его родных своевременно получить обезболивающие препараты для тяжелобольного Вячеслава Михайловича ни на бесплатной, ни на платной основе. Вторым эпизодом стало уголовное дело, возбуждённое против 72-летней терапевта из Красноярска Алевтины Хориняк, выписавшей рецепт умирающему от рака больному, прикреплённому к другой поликлинике, где причиной отказа пациенту стало отсутствие в аптеке бесплатного лекарства и невозможность согласно российскому законодательству выписать рецепт на платное обезболивающее. В результате врач была обвинена в сбыте наркотических препаратов, мотивом же преступления было заявлено сострадание. Анна Федермессер организовала через СМИ и социальные сети широкое обсуждение данного вопроса под лозунгом «Адмирал Апанасенко и Алевтина Хориняк — герои нашего времени».
По факту этих двух событий фондом Анны Федермессер совместно с фондом «Подари жизнь» был в августе-сентябре 2014 года организован опрос, результаты которого показали, что сложность процедуры предоставления доступа к обезболивающим препаратам и контроль их распространения со стороны правоохранительных органов может привести врача к профессиональной ошибке, а пациента — к страданию и даже гибели. В результате этой работы, а также деятельности ряда других активистов, в Государственную думу был внесён Законопроект № 454266-6 «О внесении изменений в Федеральный закон «О наркотических средствах и психотропных веществах» (в части установления приоритетности доступа медицинской помощи больным, нуждающимся в обезболивании наркотическими и психотропными лекарственными препаратами)», который планировался к утверждению во втором чтении в декабре 2014 года. В законопроекте учтены важные поправки, предложенные А. Федермессер и Екатериной Чистяковой, директором благотворительного фонда «Подари жизнь»: увеличение срока рецепта на обезболивающие средства до 30 дней, внесение нормы, согласно которой государство обязано обеспечить пациента средствами для лечения боли, упрощение процедуры хранения и уничтожения неиспользованных препаратов. Анна Федермессер выступает за создание межведомственного органа, способного в короткие сроки обеспечить реализацию нового закона.
А. К. Федермессер ведёт активную работу по подготовке поправок в федеральный закон «О внесении изменений в отдельные законодательные акты РФ в связи с совершенствованием правового положения государственных (муниципальных) учреждений» № 83-ФЗ в части устранения бюрократических барьеров в механизме получения благотворительных средств хосписами.
Будучи приглашённой на пресс-конференцию, где НКО представили поправки в закон о регистрации «иностранных агентов», Федермессер высказала мнение, что трактовка понятия политической деятельности в законе необоснованно широка, и в случае принятия закона в предложенном виде многие некоммерческие организации не будут его исполнять.
Анна Федермессер участвует в организации и проведении круглых столов и семинаров с привлечением специалистов в области здравоохранения и социальной политики, принимает участие в национальных конференциях. В числе обсуждаемых вопросов — право на достойную смерть, увеличение продолжительности жизни, организация социальной защиты пенсионеров, понятие корпоративной социальной ответственности, которая не всегда идентична благотворительности. Выступает за необходимость подготовки специалистов по паллиативной медицине в медицинских вузах РФ.
Осенью 2014 года организовала Ассоциацию профессионалов хосписной помощи, которая призвана организовать взаимодействие специалистов по паллиативной медицине в вопросах преодоления бюрократических барьеров, мешающих их работе. Выступает за разработку закона, который обеспечивал бы налоговые льготы для юридических лиц, активно участвующих в благотворительной деятельности.
Федермессер принимала участие в обсуждении законопроекта о волонтёрах в медучреждениях, прошедшем в Общественной палате Российской Федерации в ноябре 2014 года. Выступает за создание юридической базы для возможности приёма волонтёров для работы в медицинских учреждениях РФ.
В отличие от Елизаветы Глинки (Доктора Лизы), придерживается точки зрения, что принятие благотворительной помощи не должно сопровождаться выяснением происхождения переданных на неё денежных средств.
Организаторами Паралимпийских игр в Сочи удостоена чести выноса флага Международного паралимпийского комитета на церемонии открытия игр в 2014 году.
Знаете, я согласилась. С благодарностью. Я смогу контролировать отсюда исполнение поручений президента, у меня будет выход на губернаторов, и это уникальная возможность влиять на качество последних месяцев, недель, дней, часов жизни многих и многих людей.
В апреле 2015 года Федермессер в ходе традиционной «прямой линии» обратилась к Владимиру Путину с просьбой разрешить пользоваться тяжелобольным аппаратами искусственной вентиляции легких на дому и с вопросом о проблеме предоставления обезболивающих средств онкобольным по месту жительства.
В марте 2018 года приняла участие в конференции TEDx в Москве с выступлением «Жизнь на всю оставшуюся жизнь».
5 октября 2019 года в Москве был открыт стационар детского хосписа «Дом с маяком» при одноимённом фонде, учредителями которого являются Лида Мониава и Нюта Федермессер. По словам Нюты, идею открытия хосписа вынашивала ещё её мать Вера Миллионщикова, однако с момента первого письма в 2009 году в департамент здравоохранения Москвы до заветного открытия стационара прошло 10 лет.

### Политическая деятельность
В ноябре 2018 года вступила в ОНФ.
В ходе выборов мэра Москвы 2018 года поддержала кандидатуру действующего градоначальника Сергея Собянина, став его доверенным лицом. Этот шаг вызвал дебаты о допустимости сотрудничества общественных деятелей с действующей властью. В отличие от Любови Соболь запретила участвовавшему в переговорах благотворителю Мите Алешковскому раскрывать их детали.
29 ноября 2018 года вошла в состав центрального штаба Общероссийского народного фронта, созданного по инициативе президента РФ Владимира Путина и декларирующего целью контроль над исполнением его указов и поручений, предложение было получено в ходе празднования дня рождения её фонда.
2018—2019 годы — в качестве эксперта участвовала в разработке Федерального закона «О внесении изменений в Федеральный закон „Об основах охраны здоровья граждан в Российской Федерации“ по вопросам оказания паллиативной медицинской помощи». Закон вступил в силу 17 марта 2019 года.
Ставка московской мэрии на противопоставление оппозиционным кандидатам в Мосгордуму провластных соперников из числа известных людей уважаемых профессий обречена поставить думающих избирателей перед циничным выбором. Но главный циник здесь собственно московская власть, решающая проблему сохранения контроля над Мосгордумой за счет чужих репутаций уважаемых специалистов, а не успешной работы своих депутатов.
С февраля 2019 года ряд российских СМИ сообщили о возможном участии Федермессер в качестве лояльного по отношению к московской мэрии кандидата на выборах в Мосгордуму. Местом выдвижения назывался расположенный в центре Москвы и известный протестными настроениями избирательный округ № 43, представляемый в действующем созыве главврачом госпиталя для ветеранов.
6 мая 2019 года сообщила газете «Коммерсант» о своем намерении выдвигаться кандидатом по неназванному округу, ибо Мосгордуме нужен свой «человек от благотворительности». Спустя чуть более суток на это заявление отреагировал открытым письмом Алексей Навальный, чья соратница Любовь Соболь выдвигается по 43 округу Москвы, от которого планировал выдвигаться и Федермессер, причём данный округ, как отмечала газета «Ведомости», был «одним из немногих, где у оппозиции есть шансы». Навальный изложил просьбу к Федермессер снять свою кандидатуру, чтобы избежать выдвижения двух оппозиционных кандидатов в одном округе. По его мнению, мэрия использует Федермессер и её репутацию, чтобы не дать победить Соболь. По мнению Навального, согласие на игру по правилам власти — это «не компромисс и даже не конформизм, а настоящий коллаборационизм». По этому же округу выдвигается и представитель «Яблока» Сергей Митрохин. 16 мая в интервью «Новой газете» Федермессер заявит, что не является сторонником и противником действующей власти, и что её и Соболь «намеренно втягивают в какую-то борьбу и противостояние», которые им обеим не нужны. Округ своего выдвижения Федермессер планировала назвать в начале июня.
15 июня сняла свою кандидатуру, объясняя нежеланием быть участником «противостояния Навальный (Соболь) — Федермессер» и неготовностью к такому объёму «лжи и грязи в свой адрес». В тот же день о своём участии в выборах по этому округу объявили два провластных кандидата: сторонник Сергея Собянина и футболист Дмитрий Булыкин (поддерживавший Собянина) и актёр и член ОНФ Андрей Соколов, в итоге так и не принявшие участие в выборах. Любовь Соболь до выборов допущена не была, но поблагодарила Федермессер за снятие своей кандидатуры. Участие Федермессер в выборах и реакция на это Алексея Навального стало причиной для общественных споров.
С января 2020 года — советник губернатора Нижегородской области.
Подписала опубликованное 25 ноября 2020 года открытое «Письмо священников и мирян к христианам Беларуси» в поддержку белорусов, подвергающихся насилию за участие в мирных протестах.
На фоне российского вооружённого вторжения на Украину в составе 80 руководителей НКО и благотворительных фондов написала письмо с призывом остановить боевые действия. На фоне поддержки боевых действий со стороны ОНФ заявила о нежелании выходить из состава организации. После подписания антивоенного письма фонд «Вера» не получил ни одного гранта от Фонда президентских грантов, хотя ранее получал господдержку несколько лет.

## Награды
- Указом Президента Российской Федерации от 3 мая 2012 года № 574 «О награждении государственными наградами Российской Федерации» награждена Знаком отличия «За благодеяние» — «за большой вклад в благотворительную и общественную деятельность»[82][83].
- В 2015 году награждена премией газеты «The Moscow Times» в номинации «Персональная социальная ответственность» (англ. Moscow Times Awards — англ. Humanitarian of the Year)[84].
- Орден Почёта (14.10.2020) — за активное участие в подготовке и проведении Общероссийской акции взаимопомощи #МыВместе[85].